# Locher

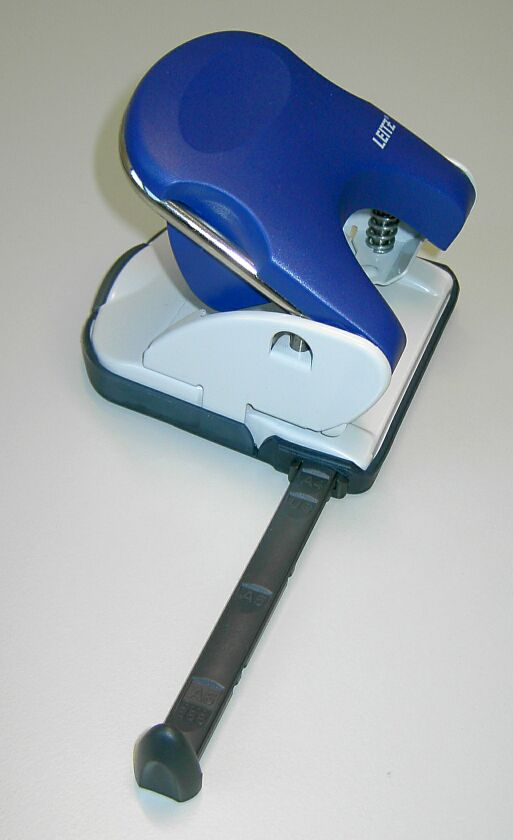
Standard-Zweifachlocher mit ausziehbarer Anschlagschiene

Ein Locher (oder Perforator) ist ein Hilfsmittel im Büro, um in einem definierten Abstand Löcher in den Rand von Papierbögen zu stanzen. Zweck der Löcher ist das Abheften des Papiers in einen Aktenordner, Schnellhefter oder Terminplaner.
Der Locher ist ein Stanzwerkzeug. Um größere Papiermengen zu lochen, wird alternativ ein Papierbohrer eingesetzt.

## Geschichte

Schiefe Benutzung eines Papierlochers

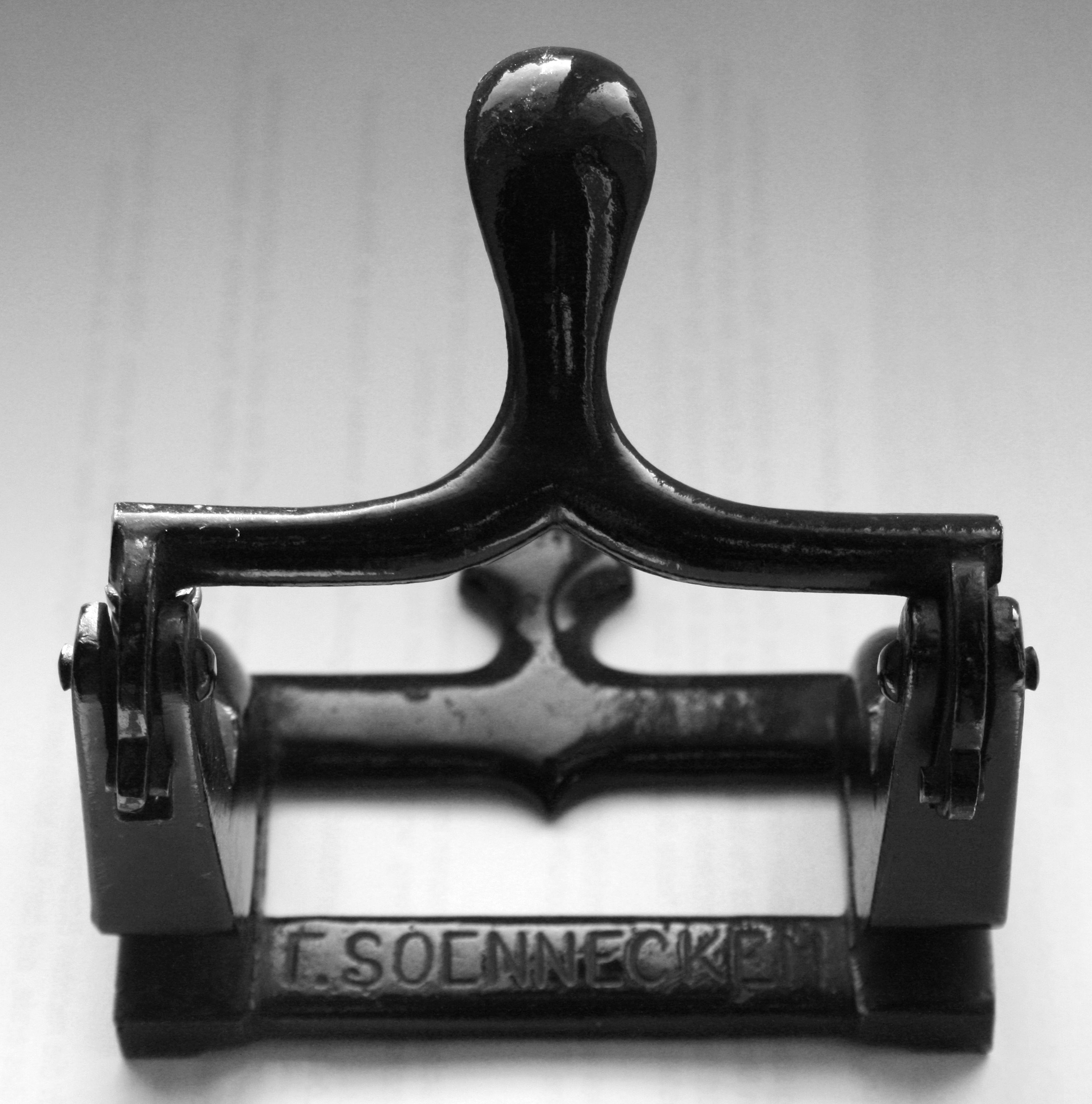
Papierlocher für Sammelmappen von Soennecken

Der Sauerländer Friedrich Soennecken entwickelte in Bonn den ersten mechanischen und tragbaren Locher für Papier. Am 14. November 1886 erteilte ihm das Kaiserliche Patentamt das Patent DRP 40065 für einen Papier-Locher für Sammelmappen, Briefordner u. dergl.
Der erste separate Handperforator wurde 1901 unter dem Namen „Phoenix“ von der Stuttgarter Firma Leitz verkauft. Diese hatte bereits den nach ihr benannten Leitz-Ordner erfunden. Allerdings stammte die Urform dieses Ordners ebenfalls aus dem Hause Soennecken. 1904 begann Leitz mit dem Verkauf des Dokumentenlochers für Behörden. Dieser Papierlocher wurde 1925 mit einer Mittelmarkierung ausgestattet.

## Technisches
Zum Zentrieren der Löcher wird das Papier entweder an eine verstellbare Schiene angelegt oder man nutzt eine Mittenmarkierung (Linie, pfeilförmiger Zacken). Ist das zu lochende Blatt nicht mittig markiert, wird es zur Mitte gefaltet. Richtet man die Knickstelle nun an der Mittelmarkierung des Lochers aus, ist das Blatt zentriert und kann gelocht werden.
Der Abstand zwischen den Löchern ist durch den Perforator vorgegeben. Er beträgt zum Beispiel bei den Papierformaten A4 und A5 acht cm (Mitte Loch zu Mitte Loch gemessen), die Mitte befindet sich bei 148,5 mm bzw. 105 mm. Die Löcher selbst haben einen Durchmesser von etwa 6 mm. Der Abstand von der Blattkante zur Lochmitte beträgt nach ISO zwischen 11 und 13 mm.
Für Papierbögen im A4-Format gibt es Locher mit zwei oder vier Löchern (3 × 80 mm), für A5-Seiten ebenfalls (die Vier-Loch-Variante hat hier die Abstände 45-65-45 mm). Für besondere Ablage- oder Heftformen wie Ringbücher oder Sammelalben gibt es spezielle Locher. Weiteres Beispiel ist ein Locher für das Format DIN A5, der sechs Löcher in zwei Dreiergruppen produziert (→ Filofax-Terminplaner).

Funktionsweise

Die Stahlstifte, mit denen die Löcher in das Papier gestanzt werden, heißen Lochpfeifen.
Um einen Papierstapel von 85 Blatt (85 g/m²) mit einem 2-Lochsystem-Locher zu lochen, müssen die Lochpfeifen mit 765 daN durch das Papier gedrückt werden. Die dabei auftretenden Reibungskräfte sind berücksichtigt.
Locher sind generell so ausgelegt, dass die bedienende Person schon mit einer Druckkraft von maximal 45 daN die angegebene Maximal-Blattzahl leicht und problemlos lochen kann. Die benötigte Bedienkraft hängt von der Form des Lochpfeifenkopfes ab. Es ist zudem davon auszugehen, dass bei neu produzierten und somit scharfen Stahllochpfeifen weniger Kraft aufzuwenden ist.
Es gibt Locher-Modelle für den Hausgebrauch und das Büro. Besonders flache und platzsparende Ausführungen dienen als Utensil auf Reisen. Eine Reihe kleiner und mittelgroßer Locher-Modelle haben eine Aussparung in der Hebelplatte, die als Kapselheber genutzt werden kann.
Beim badischen Locher handelt es sich um eine spezielle Ausführung, die in der badischen Justiz zum Einsatz kommt. Mit ihm werden Aktenstücke auf der Seite links oben gelocht (vgl. Badische Aktenheftung).

## Ausführungen

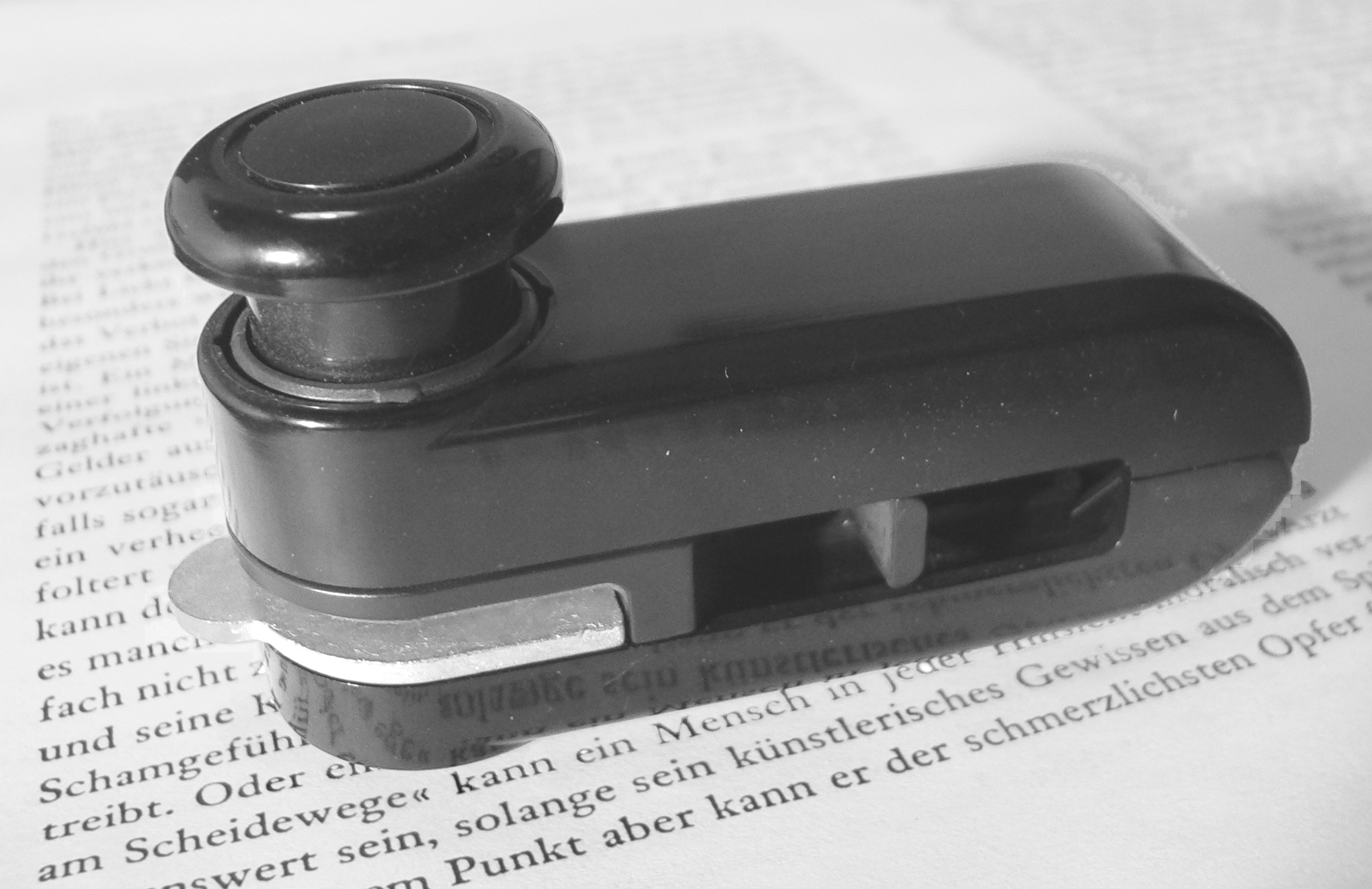
Einfachlocher
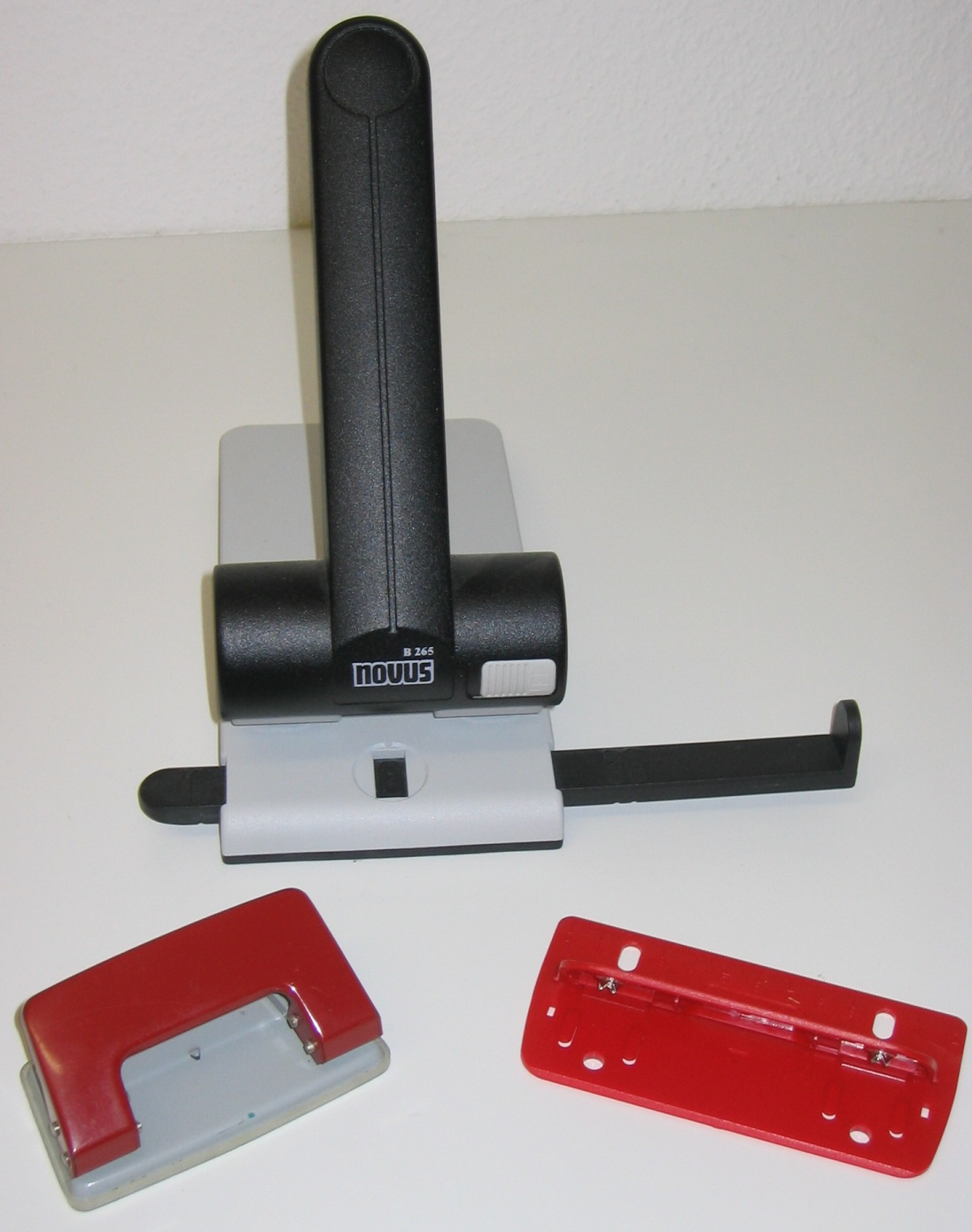
Verschiedene Lochermodelle
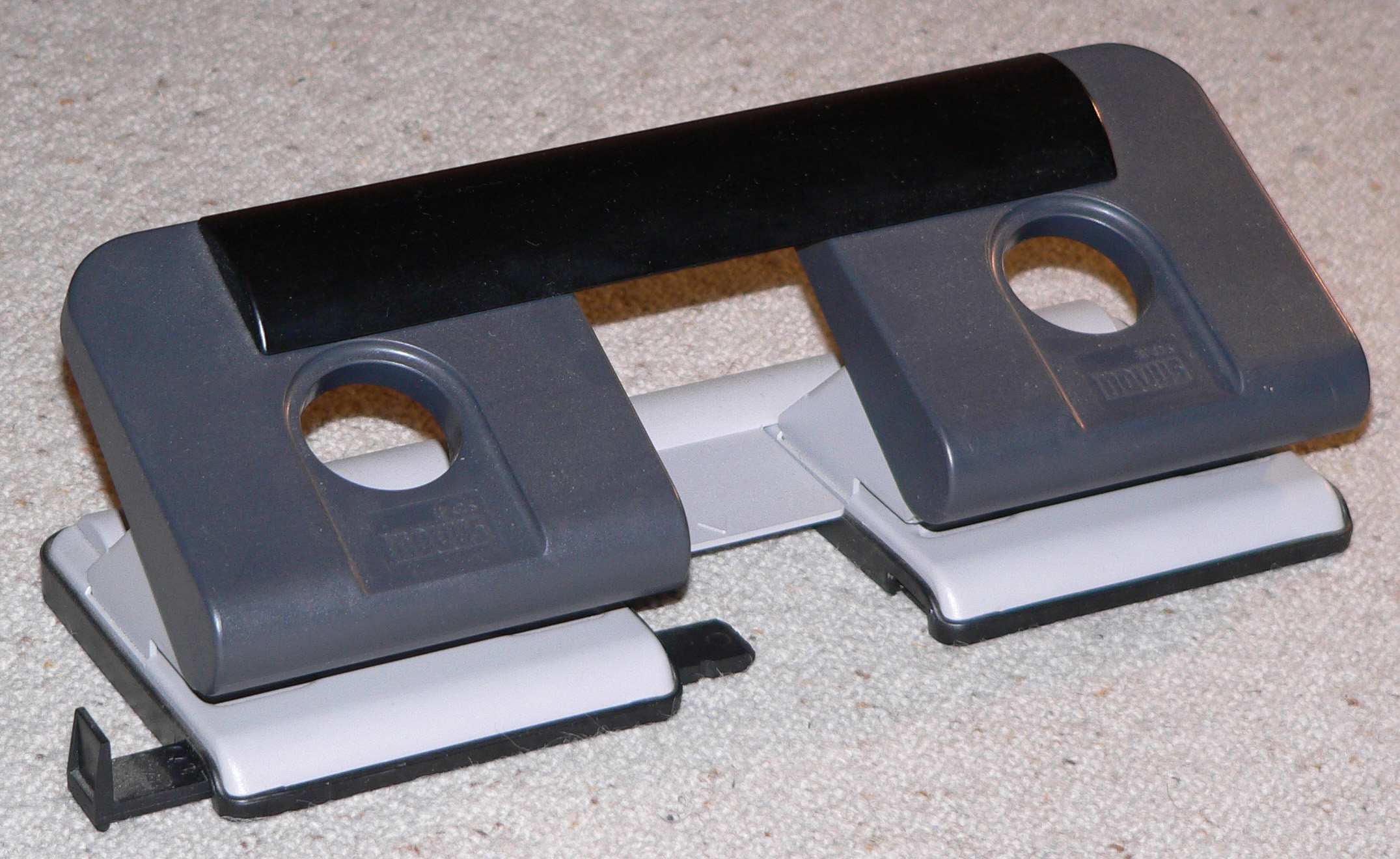
Vierfachlocher
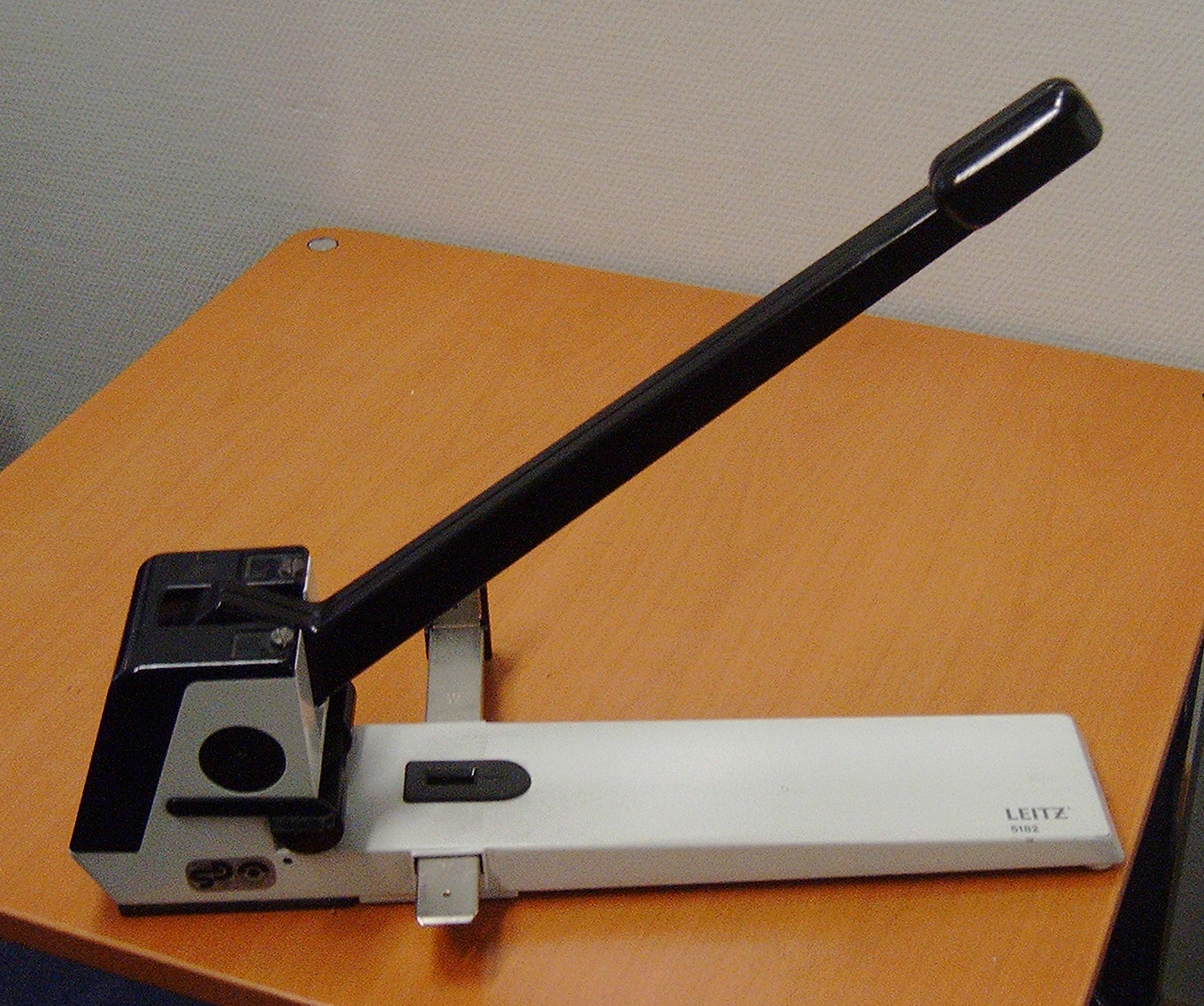
Locher für größere Stapel Papier
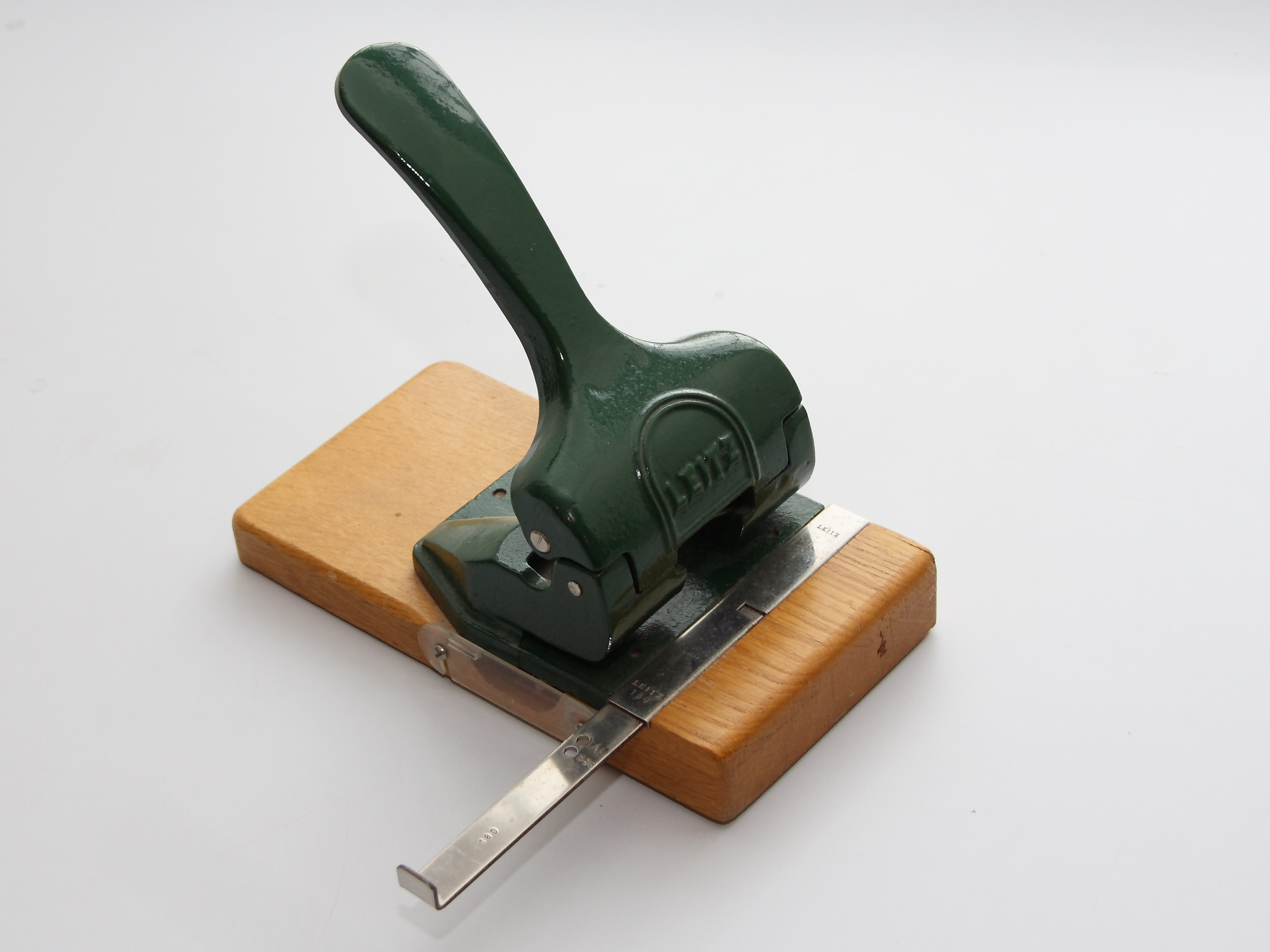
Massiver Registraturlocher mit hölzernem Sockel
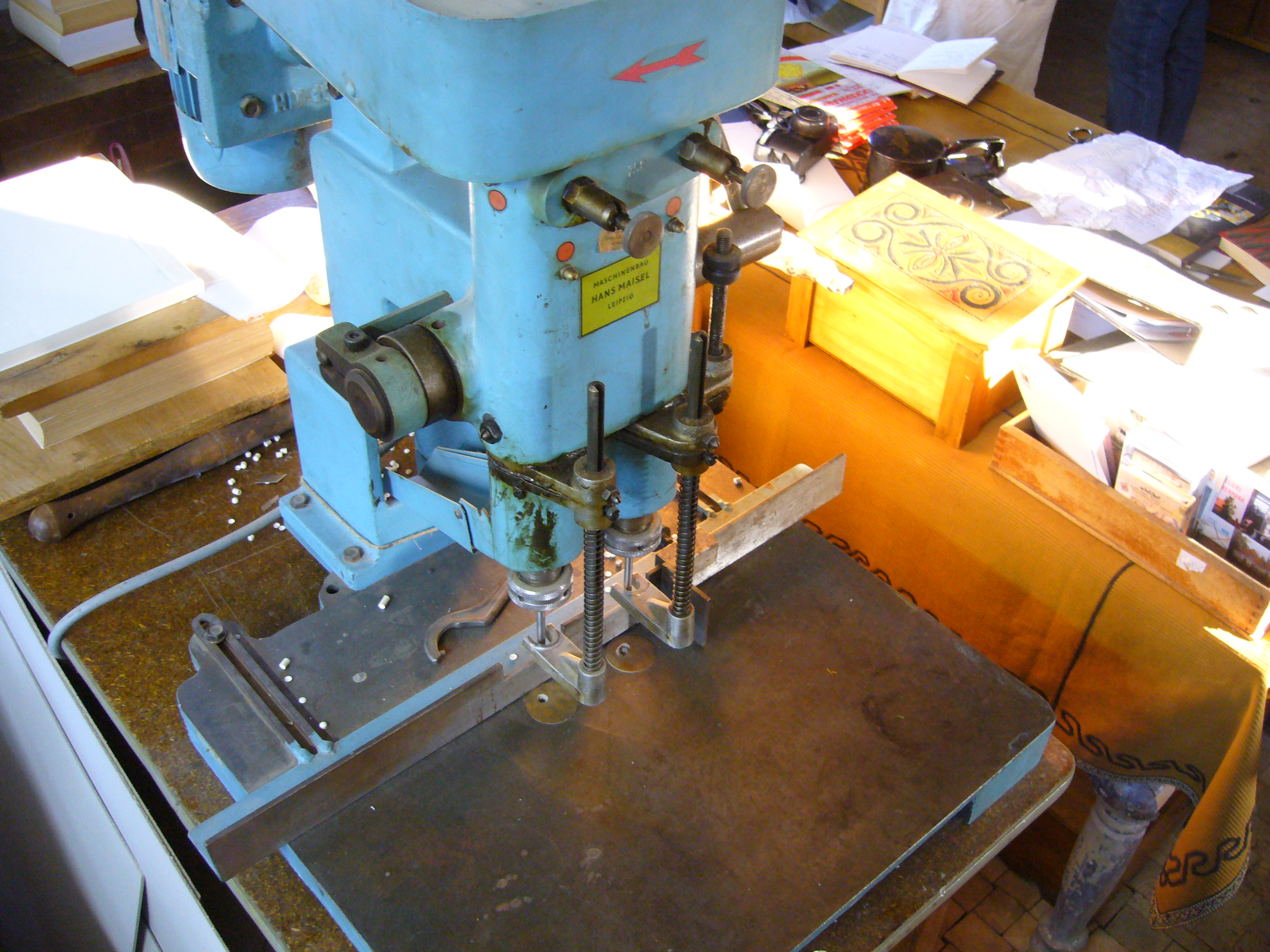
Industrielocher mit Motorantrieb

## Internationale Standards und Lochsysteme

### ISO 838

Lochung nach ISO 838

Der am weitesten verbreitete Standard für Lochgröße und -abstand ist im internationalen Standard ISO 838 beschrieben. Die Löcher haben einen Durchmesser von 6±0,5 mm. Der Abstand zwischen den Mittelpunkten der Löcher beträgt 80±0,5 mm, und der Abstand zur Papierkante liegt bei 12±1 mm. Die Mitte der Lochung liegt in der Mitte der Papierkante.
Dieser ISO 838-Standard ist für alle Papierformate mit einer Höhe von mindestens 100 mm geeignet, also für Formate ab ISO A7 aufwärts. Der Randbereich, in dem die Löcher gestanzt werden, soll eine Breite von 20 bis 25 mm haben.

### „888“, 4-Loch-Erweiterung von ISO 838
Es gibt eine Erweiterung der ISO-838-Lochung, bei der vier Löcher verwendet werden.
Die mittleren beiden werden dabei nach ISO 838 platziert, zwei weitere Löcher werden im Abstand von jeweils 80 mm darüber und darunter gesetzt, sodass alle Löcher im Abstand von 80 mm liegen.
Daher wird diese Lochung oft als 888 bezeichnet. Sie ist jedoch nicht offiziell standardisiert.
Diese Erweiterung wird zum Teil in Ringbüchern verwendet, um den Blättern besseren Halt zu geben.
Nach dieser Erweiterung gelochte Blätter passen auch in ISO-838-Ordner. Einige ISO-838-Locher haben eine Anlegeschiene mit „888“-Markierung oder auch „3×8“-Markierung und lassen sich so ebenfalls für diese Lochung nutzen. Dabei werden zunächst die unteren beiden, dann auf dem gewendeten Papier die oberen beiden Löcher gestanzt.
Diese Lochung eignet sich für alle Papierformate mit einer Höhe von mindestens 260 mm, also ISO A4 und größer.
Bei Ringbüchern im Format A5 mit 4-fach-Lochung ist die oben genannte Vorgehensweise nicht möglich, da der Lochabstand hier 45-65-45 mm beträgt. Um dennoch einen Normallocher mit Anschlagschiene zu verwenden, lässt sich die 3×8- bzw. 888-Markierung nur für die äußeren Löcher nutzen (wie bei A4-Format wird auch hier jedes Blatt mit der Vorderseite und mit der Rückseite am Anschlag gelocht), wobei 2 Löcher entstehen, die überflüssig sind. Für die inneren Löcher muss die Anschlagschiene so eingestellt werden, dass sie etwas weiter als für die A5-Lochung ist. Einige Anschlagschienen haben 7,5 mm von der A5-Raste nach innen einen unmarkierten Rastpunkt. In dieser Stellung kann wieder Vorderseite und Rückseite gelocht werden, sodass die 4-fach-Lochung möglich wird. Allerdings ergeben sich schließlich je Blatt 4 überflüssige Löcher.

### Schweden und Finnland

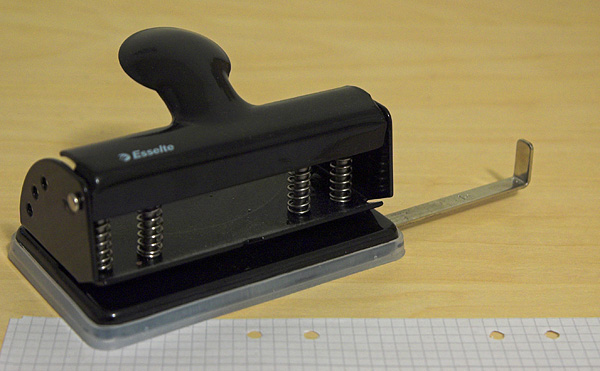
System Triohålning: Vierfach-Locher und Löcher

In Europa sind Schweden und Finnland die einzigen Länder mit einem abweichenden System. Dort findet ein Vierlochsystem (triohålning) Anwendung, das aus zwei Löcherpaaren besteht. Der Name triohålning (Triolochung) stammt von dem dazu passenden Trio-Ordner. Die inneren Löcher liegen 70 mm auseinander und die äußeren um 21 mm weiter außen. Dieses System wurde im Jahre 1889 vom Kaufmann Andreas Tengwall in Helsingborg erfunden und ein Jahr später patentiert.
Diese Lochung eignet sich für alle Papierformate mit einer Höhe von mindestens 146 mm, also ISO A6 und größer.

### Nordamerika
In den USA, Kanada, Mexiko und auf den Philippinen verwendet man ein Dreilochsystem. Die Löcher liegen 108 mm (4,25 Zoll) auseinander. Im Gegensatz zur ISO 838 ist diese Lochung nicht exakt standardisiert.
Diese Lochung eignet sich für Papier mit einer Höhe von mindestens 240 mm, also Letter-Format und größer.
Außerdem gibt es ein Zweilochsystem, wobei die Löcher 70 mm (2,75 Zoll) auseinander liegen.
| System    | Anzahl der Löcher | Lochdurchmesser  | Abstand zwischen den Lochmitten                                                     | Abstand zur Papierkante    | Mindesthöhe der Papierformate     |
| --------- | ----------------- | ---------------- | ----------------------------------------------------------------------------------- | -------------------------- | --------------------------------- |
| ISO 838   | 2                 | 6±0,5 mm         | 80±0,5 mm                                                                           | 12±1 mm                    | 100 mm (ISO A7 und größer)        |
| „ISO 888“ | 4                 | 6±0,5 mm         | 80±0,5 mm (zwischen den mittleren Löchern) 80±0,5 mm (zwischen den äußeren Löchern) | 12±1 mm                    | 260 mm (ISO A4 und größer)        |
| Schweden  | 4                 | 6 mm             | 21 mm, 70 mm, 21 mm                                                                 | 10–15 mm                   | 146 mm (ISO A6 und größer)        |
| USA       | 3                 | ¼ Zoll (6,35 mm) | 108 mm (4,25 Zoll)                                                                  | 9,5–12,7 mm (3/8-1/2 Zoll) | 240 mm (Letter-Format und größer) |

## Konfetti
Konfetti ist das Abfallprodukt, das beim Lochen von Papier entsteht. Für Karneval und ähnliche Zwecke wird es aber meist industriell hergestellt. Allerdings gibt es auch Speziallocher (sog. Motivlocher), die Konfetti in verschiedenen anderen geometrischen (Dreiecke, Sterne, …) oder sonstigen Formen (Blumen, Schmetterlinge, …) erzeugen.